# Abstrakcyjny typ danych
Abstrakcyjny typ danych (ang. abstract data type, ADT) – tworzenie i opisywanie w formalny sposób typów danych tak, że opisywane są jedynie własności danych i operacji wykonywanych na nich (a nie przez reprezentację danych i implementację operacji).
Specyfikacja ADT powinna:
- być jednoznaczna i dokładna;
- zawierać wszystkie przypadki warte rozważenia;
- nie zawierać niepotrzebnych informacji.

Podając specyfikację ADT (dowolnego typu), powinniśmy uwzględnić:
- nazwę tego typu;
- dziedzinę;
- zbiór funkcji;
- aksjomaty;
- warunki początkowe.

## Przykłady
- Lista
- Zbiór
- Stos
- Kolejka
- Tablica asocjacyjna